# Luigi's Mansion 2
Luigi's Mansion 2, connu sous le nom de  Luigi's Mansion: Dark Moon en Amérique du Nord, est un jeu vidéo d'action-aventure développé par Next Level Games et édité par Nintendo, sorti en mars 2013 sur Nintendo 3DS. Une version remastérisée du jeu est sortie sur Nintendo Switch le 27 juin 2024. Le jeu fait suite à Luigi's Mansion sorti sur GameCube en 2001 et est suivi par Luigi's Mansion 3 sorti sur Nintendo Switch en 2019.

## Scénario
Lors d'une nuit pluvieuse dans la Vallée des Ombres, le Roi Boo brise la Lune noire. De l'autre côté de la vallée se trouve le laboratoire du Professeur Karl Tastroff. Il étudie les fantômes quand ceux-ci se mettent à agir de façon étrange. Ils détruisent alors tout sur leurs passages et se réfugient dans différents manoirs lugubres de la Vallée des Ombres. K. Tastroff convoque alors Luigi dans son laboratoire et lui demande de l'aide. En effet, la raison pour laquelle les fantômes se conduisent de manière étrange est le fait que la Lune noire, qui permet de calmer le tempérament agressif des fantômes, a été brisée. Luigi doit alors s'aventurer dans un total de cinq manoirs pour trouver les fragments de la Lune noire et remettre de l'ordre dans la Vallée des Ombres. Mais pour commencer, Luigi doit d'abord trouver l'Ectoblast 5000…

## Système de jeu
Le gameplay de Luigi's Mansion 2 est très similaire à celui de son prédécesseur. Le jeu se concentre sur les aventures de Luigi qui est envoyé par le professeur Karl Tastroff par « télépixelisation », téléportation ayant comme spécialité de « dépixéliser » Luigi et le « repixéliser » (similaire à la façon dont Mario entre dans un niveau dans Super Mario Sunshine) dans différents manoirs hantés afin d'y capturer les fantômes qui s'y cachent à l'aide de l'Ectoblast 5000, une version amélioré de l'Ectoblast 3000. Chasser les fantômes d'une pièce d'un manoir permet au joueur d'obtenir une clé lui permettant d'accéder à une nouvelle pièce contenant d'autres fantômes, comme c'était le cas dans Luigi's Mansion. L'Ectoblast 5000 permet également au joueur de trouver des trésors cachés dans les différentes pièces des manoirs. Shigeru Miyamoto a déclaré que le jeu est plus orienté casse-tête que l'opus précédent, qualifiant le jeu de « semi-action, semi-puzzle ».
Pendant son aventure, Luigi peut communiquer avec le professeur Karl Tastroff grâce à la DS (Dual Scream), descendante du GBH (Game Boy Horror) de Luigi's Mansion.
Pour capturer un fantôme, Luigi doit premièrement l'éblouir avec sa lampe. Alors que le joueur devait simplement orienter la lumière vers les fantômes dans le premier jeu, dans Luigi's Mansion 2 il faut tout d'abord charger la lampe pendant un bref instant pour ensuite libérer un intense flash de lumière, appelé un « spectroflash », un simple stroboscope, qui éblouit le fantôme et qui expose ainsi son point faible, ce qui permet à Luigi de l'aspirer avec son aspirateur. En récupérant des pièces, le joueur peut améliorer l'Ectoblast 5000 et le "Révéloscope". Le jeu bénéficie des fonctions gyroscopiques de la console.
Un mode multijoueur en ligne et en local est aussi de la partie. Ce mode permet de s'aventurer dans une tour hantée jusqu'à quatre joueurs. Trois types de parties sont proposés : le mode Capture où il est question de capturer tous les fantômes d'un étage pour passer au prochain et tout cela en coopération ; le mode Traque propose de suivre les traces de chiens fantômes nommés « Ectochien » : c'est grâce au révéloscope que les joueurs peuvent suivre leurs traces ; enfin, un mode Sprint qui consiste à trouver la sortie de chaque étage en faisant attention au chrono qu'il est possible de retarder en amassant des objets en route. Les parties sont personnalisables : le joueur peut décider de la difficulté, ainsi que du nombre d'étages (5 à 25). Chaque mode propose un boss à battre à la fin de la série de niveaux. Le parcours de Luigi est : le Manoir du désespoir, les Tours des Détours, le Pendularium, la Mine des mystères et la Maison des Collections. Puis, il ira battre le Roi Boo dans l’Illusion du Roi Boo.

## Musiques
Les musiques du jeux sont composées par Chad York, Darren Radtke et Mike Peacock et sont jouées par un orchestre harmonique.
Les musiques ont des thèmes différents en fonction du manoir utilisé, on peut par exemple repérer :
- Des musiques contemporaines dans le Manoir du Désespoir.
- Des musiques renaissances dans les Tours des Détours.
- Des musiques antiques dans le manoir du Pendularium souvent jouées avec un clavecin, une viole de gambe, des violons et des cuivres.
- Des musiques modernes dans la Mine des Mystères avec un xylophone métallique ainsi qu'un synthétiseur.
- Des musiques baroques dans la Maison des Collections.

Il y a également 3 thèmes pour les fantômes dans chaque manoir ce qui fait un total de 15 thèmes fantômes caractérisés par une musique intrigante. Ces thèmes sont joués dans les lieux où les fantômes sont présents.
En conclusion, lors des missions dans les manoirs on peut dire que les musiques ne sont pas rassurantes, mais quand Luigi revient au bunker du Professeur Karl Tastroff, les musiques deviennent plus calmes et rassurantes puisqu'aucun fantôme ne peut alors les atteindre.
Quand Luigi est en mission, il peut à tout moment être appelé par le Professeur K. Tastroff : la DS de Luigi qui fait office de téléphone portable sonnera alors (la sonnerie utilisée n'étant autre que le thème du professeur K. Tastroff).

## Développement
Le développement du jeu a débuté en 2009 par le studio Next Level Games sous la supervision de Shigeru Miyamoto. Bryce Holliday est le directeur, Chad York est le responsable audio et Yoshihito Ikebata est le superviseur. Miyamoto a choisi de travailler sur une suite de Luigi's Mansion simplement parce qu'il a eu envie de le faire après avoir utilisé le jeu original pour tester les capacités de la Nintendo 3DS.
Le jeu a été dévoilé à l'E3 2011 lors de la conférence de Nintendo à travers une bande-annonce.

## Accueil

### Critique
Luigi's Mansion 2 a été bien accueilli par la critique, obtenant un score de 85,86 % sur GameRankings et 86 sur 100 sur Metacritic,. Le site américain IGN lui donne une note de 9,3 sur 10, décrivant le jeu comme étant « du Nintendo à son meilleur ». GameSpot, toutefois, lui donne une note de 6,5 sur 10, mentionnant comme points négatifs « des moments un peu trop difficiles et la quantité insuffisante de points de passage ».

### Ventes
Au 31 mars 2015, les ventes s'élèvent à 4,48 millions d'exemplaires.

## Suite
Luigi's Mansion 2 donne lieu à une suite nommée Luigi's Mansion 3, sortie le 31 octobre 2019 sur Nintendo Switch.